# Raoul Lufbery
Raoul Gervais Victor Lufbery född 14 mars 1885 i Chamalières Frankrike död 19 maj 1918 nära orten Toul i Frankrike, var en amerikansk flygpionjär, och USA:s första flygaräss under första världskriget. 
Raoul Lufbery växte upp i Frankrike med en amerikansk pappa och en fransk mamma. Hans mamma dog tidigt och hans pappa Edward gifte senare om sig med en fransk kvinna. Paret bestämde sig i början av 1890-talet för att bosätta sig i USA och familjen splittrade genom att Raouls två äldre bröder stannade kvar hos sin mammas släkt. Till en början bodde de i New Jersey och New York men snart bosatte de sig permanent i Wallingford dit även Raouls ena äldre bror Charles kom.
Som tonårig rymde Raoul hemifrån, han reste runt och tog sig fram med hjälp av tillfälliga jobb. Han reste genom Frankrike, Nordafrika, Balkanländerna och Tyskland innan han återvände till USA där han bodde hos sin bror Charles i Wallingford. Efter två år gav han sig ut på en ny resa i USA som slutade i norra Kalifornien, där han anslöt sig till US Army som skytt. Efter grundutbildningen förflyttades han först till Hawaii, och senare till Filippinerna. När han fick avsked fortsatte han sitt resande i Asien och Indien. Slutligen träffade han den franske piloten Marc Pourpe i Franska Indokina. Ett vänskapsband knöts och Pourpe anställde Raoul som mekaniker till sitt Bleriotflygplan. De fortsatte resan genom Asien, Nordafrika och Frankrike samtidigt som Pourpe genomförde flyguppvisningar. När första världskriget bröt ut var de båda vännerna åter i Frankrike. Pourpe ställde sig till franska försvarets förfogande, och med sin flygerfarenhet placerades han vid Escadrille N 23. Medan Raoul, som räknades som amerikan, inte fick ansluta sig till de väpnade styrkorna. När han slutligen godkändes, placerades han vid den franska främlingslegionen, där han fick tillbringa tiden med att reparera flygplan. Under tiden försökte Pourpe få honom förflyttad till sin egen enhet där bristen på bra mekaniker var stor. Efter flera veckor och besök på flyghögkvarteret lyckades Pourpe få honom förflyttad till sitt frontförband. 
Pourpe förolyckades i en flygolycka under december 1914, och Raoul bestämde sig då för att ansöka om själv bli stridsflygare. Under våren 1915 valdes han ut för pilotutbildning och 29 juli 1915 fick han sina vingar efter godkända flygprov. Han placerades i oktober först som bomb och spaningspilot vid Escadrille VB 106 där han flög Voisinflygplan, men på våren 1916 förflyttades han till utbildningsenheten, där han utbildades till jaktpilot på ett Nieuportflygplan. 24 maj 1916 överfördes han till Escadrille Lafayette, som var ett franskstyrt flygförband med amerikanska piloter. Under ett flyguppdrag den 30 juli 1916 över Verdun lyckades han skjuta ner sitt första fiendeflygplan och på bara några månader blev han USA:s första flygaräss med fem bekräftade nedskjutningar fram till 12 oktober. Han blev escadrillens främste jaktflygare och befordrades till major i november 1917. Han fortsatte att flyga vid Lafayette fram till i januari 1918, då han utsågs till chef för American 95th Aero Squadron som var utrustad med Nieuport 28. Enheten sändes först till fronten, men då det visade sig att flera piloter behövde stridsflygsträning drogs de bort från fronttjänst. Hans arbete blev mer ett flyglärarjobb med amerikanska piloter vid de franska flygskolorna. Flera av 95 squadronens piloter som Eddie Rickenbacker och Douglas Campbell kom senare att bli flygaräss mycket tack vare att Raoul delade med sig sin kunskap om stridsflyg. 
Enheten blev stridsduglig 19 mars 1918, och placerades vid ett flygfält utanför Toul. 19 maj 1918 flög ett tyskt Rumpler spaningsflygplan över flygfältet. Flera amerikanska piloter var i luften, men ingen lyckades skjuta ner tysken. Lufbery som stod på marken bevittnade striden, hoppade in i ett flygplan för att hjälpa till med nedskjutningen. Han flög ikapp inkräktaren och anföll med sin kulspruta. Vittnen på marken såg hur Lufbery svängde åt sidan för att anfalla på nytt. Från Lufberys flygplan kom det plötsligt rök och det fattade eld. Han föll eller hoppade ur det brinnande Nieuport 11flygplanet ovanför orten Maron, och landade på ett trädgårdsstängsel. 
Han begravdes följande dag under militära hedersbetygelser. I slutet på 1920-talet flyttades hans kvarlevor till Lafayette Flying Corps memorial utanför Paris
Totalt krediteras han för 17 bekräftade nedskjutningar, men med de obekräftade nedskjutningarna ligger antalet mellan 25 och 60 flygplan. Han tilldelades Purple Heart 2005 efter att US Air Force uppmärksammats på att deras första flygäss inte blivit tilldelad den tidigare.
I Wallingford har en gata och en park blivit uppkallade efter honom. En skulptur av Lufbery och ett flygplan skapades som ett vandringspris 1926 till vinnaren av Harmon International Trophy.